# 土曜のお昼は、やっぱり八光!
土曜のお昼は、やっぱり八光!（どようのおひるは、やっぱりはちみつ!）は、ラジオ大阪で2025年4月5日から毎週土曜日の13:00 - 15:00に放送されているラジオの生ワイド番組。

## 概要
これまでの『土曜の午後は、トコトンほんこん!』の放送枠を受け継ぎ、新しい土曜日のお昼の生ワイド番組として放送開始。
落語家でタレントの月亭八光が、多方面の交友関係を活かしたトークやエピソード満載で送る土曜のお昼の楽しいトーク番組。

## 放送時間
- 毎週土曜日 13:00 - 15:00

## 出演者
- パーソナリティ：月亭八光
- パートナー：オーサカクレオパトラ（お笑いコンビ）